# Flores-Langnasenratte
Die Flores-Langnasenratte (Paulamys naso) ist eine Nagetierart aus der Gruppe der Altweltmäuse (Murinae).
Der wissenschaftliche Gattungsname ehrt Paula Hamerlinck, die Frau eines Freundes des Erstbeschreibers Guy Musser.
Diese Nagetiere erreichen eine Kopfrumpflänge von rund 16 Zentimetern, hinzu kommt ein rund 12 Zentimeter langer Schwanz. Das Gewicht beträgt 120 Gramm. Ihr Fell ist an der Oberseite olivbraun und an der Unterseite hellgrau, der Schädel ist langgestreckt.
Flores-Langnasenratten leben nur auf der indonesischen Insel Flores, wo sie gebirgige Wälder bis in 2000 Meter Höhe bewohnen. Sie halten sich meist am Boden auf und fressen Insekten, Würmer und Pflanzenmaterial.
Die Art wurde 1981 anhand von subfossilen Überresten beschrieben, erst 1991 wurde dann ein lebendes Tier gefunden. Die Lebensraumzerstörung stellt die Hauptbedrohung der Flores-Langnasenratte dar, die IUCN listet sie als „stark gefährdet“ (endangered).